# Land of 1000 Dances
Land of 1000 Dances ist ein Song, komponiert und 1962 zuerst aufgenommen von dem US-amerikanischen Sänger Chris Kenner. Der Song wurde in der Version von Wilson Pickett 1966 ein weltweiter Hit.

## Hintergrund
Der Titel „Land der 1000 Tänze“ bezieht sich auf die unterschiedlichen Tanzstile, die ab Ende der 1950er Jahre populär wurden. In den Lyrics werden folgende Partytänze erwähnt:
- der Pony (siehe: Pony Time von Don Covay),
- der Mashed Potato (siehe: Mashed Potato Time von Dee Dee Sharp),
- der Alligator,
- der Watusi (siehe: El Watusi von Ray Barretto),
- der Jerk (siehe: Cool Jerk von The Capitols) und
- der Twist.

## Wilson Picketts Version
Im Mai 1966 nahm Wilson Pickett seine Version von Land of 1000 Dances in den FAME Studios von Muscle Shoals, Alabama, auf. Der Studiobesitzer und Musikproduzent Rock Hall engagierte hierfür die Musiker seiner Hausband, der Muscle Shoals Rhythm Section: Roger Hawkins (Schlagzeug), Tommy Cogbill (Bassist), Spooner Oldham (Klavier), Chips Moman (Gitarre) und Jimmy Johnson (Gitarre). Für die Bläsersätze sorgten die Musiker der Memphis Horns: Andrew Love (Tenorsaxophon), Wayne Jackson (Trompete), Floyd Newman (Saxophon) und Charlie Chalmers (Saxophon).
Der A&R-Chef von Atlantic Records, Jerry Wexler, hatte die Aufnahmesession für Picketts neues Album The Exciting Wilson Pickett eigens von Memphis (Stax Records) nach Muscle Shoals verlegt. Wexler wollte an den Erfolg des Hits When a Man Loves a Woman anknüpfen, der kurz zuvor ebenfalls in den FAME Studios unter der Leitung von Rick Hall entstanden war. Land of 1000 Dances erreichte im Sommer 1966 Platz eins der R&B- und Platz sechs der Pop-Charts.

## Coverversionen
Die Seite Secondhandsongs.com verzeichnet mehr als 150 Coverversionen des Titels. Im Juli 1963 wurde Land of 1000 Dances von Fats Domino mit einem verlangsamten Rhythmus aufgenommen. Im November 1963 nahmen The Miracles den Song auf. Im Januar 1967 interpretierte Little Richard den Titel und übernahm dabei ebenso wie später Roy Orbison und Ike & Tina Turner (beide 1969) das von Wilson Pickett hinzugefügte charakteristische zweifache Einzählen: „One, two, three … one, two, three.“
Eine Rarität ist die Version der Gesangsgruppe Danny & The Memories, bestehend aus Danny Whitten, Ralph Molina und Billy Talbot, aus der später Neil Youngs Begleitband Crazy Horse hervorging. 